# Lionel Dunsterville

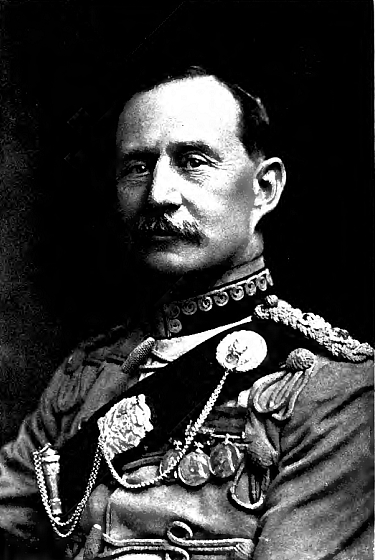
Lionel Charles Dunsterville

Lionel Charles Dunsterville CB, CSI (* 9. November 1865 in Lausanne, Schweiz; † 18. März 1946 in Camelot, Torquay, Grafschaft Devon) war ein britischer Offizier, zuletzt Generalmajor im Ersten Weltkrieg.

## Leben und Wirken
Dunsterville besuchte das United Services College in Westward Ho!, Devonshire. Nach Eintritt in die britische Armee diente er in Indien, Wasiristan und in China.
Während des Ersten Weltkriegs führte er eine aus Freiwilligen gebildete Expeditions-Brigade der Mesopotamian Expeditionary Force, die nach ihm Dunsterforce genannt wurde, von Britisch-Indien durch Persien bis nach Baku. Die „Dunsterforce“ unterstützte den nach dem Sturz der Bolschewiki in Baku gebildeten Staat der Zentralkaspischen Diktatur gegen osmanische Truppen in der Schlacht um Baku. Dabei spielte das Interesse an den Ölfeldern am Kaspischen Meer eine wichtige Rolle, die Großbritannien weder dem Osmanischen Reich noch Sowjetrussland überlassen wollte. Die gestürzten bolschewikischen Mitglieder des Rats der Volksbeauftragten der Kommune von Baku ließ Dunsterville verhaften. Am 14. September ließ er Baku jedoch räumen und überließ es den übermächtigen osmanischen Truppen. Diese richteten nach der Einnahme der Stadt ein Massaker an den dortigen Armeniern an. Die „Dunsterforce“ wurde nach seiner Abberufung durch seinen Nachfolger General William Montgomery Thomson kommandiert.

## Werke
- The adventures of Dunsterforce. 1920.
- Stalky's adventures.1933.